# Tavčarjeva palača
Tavčarjeva palača (tudi palača Evropa) je palača, ki se nahaja na križišču Gosposvetske in Slovenske ceste v Ljubljani.

## Zgodovina
Palačo je dal zgraditi Luka Tavčar, ki je v zgradbo naselil hotel s kavarno v pritličju. Načrte za zgradbo je leta 1867 naredil arhitekt Carl Tietz, gradnja pa je bila končana v dveh letih. Po petih letih se je v stavbo naselilo uredništvo Slovenskega naroda s tiskarno.
Najbolj poznano obdobje palače je bilo med letoma 1905 in 1948, ko je v pritličju delovala priljubljena kavarna Evropa dunajskega tipa, last Antona Tonejca; posledično je palača znana tudi kot Evropa. Poleg kavarne so bile ob notranjem dvorišču tudi obrtniške delavnice, v kleti zgradbe se je nahajalo kegljišče za goste kavarne, v zgornjih nadstropjih pa stanovanja.
Leta 1948 je bila zgradba nacionalizirana, pri čemer pa je ohranila poslovno-stanovanjsko naravnanost.